# EasyFly
EasyFly – kolumbijska regionalna tania linia lotnicza z siedzibą w Bogocie. Jej głównym celem jest obsługa pośrednich miast i tych, które nie są obsługiwane przez innych przewoźników. Działalność rozpoczęła w październiku 2007, z samolotami British Aerospace Jetstream 41. Jej główna baza to Port lotniczy Bogota-El Dorado. Założyciel EasyFly, dr Alfonso Ávila, był również jednym z założycieli Copa Airlines Colombia, założonej w 1992 roku.